# 비계공

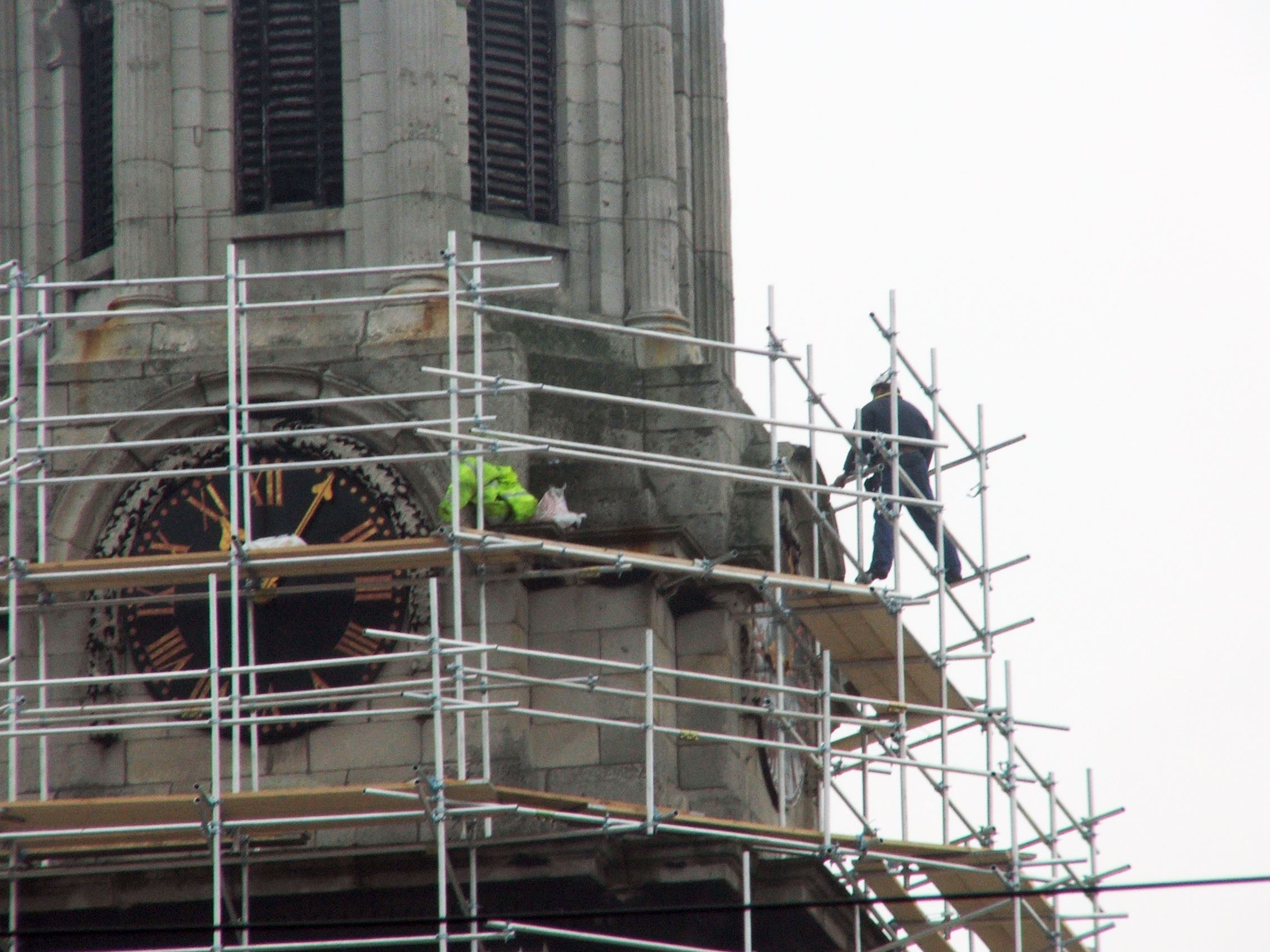

비계공(飛階工, steeplejack)은 건축물의 건설 및 유지보수에 필요한 비계를 다루는 전문기능인이다.